# Diftong
Un diftong és un grup fònic format per dues vocals que es pronuncien juntes en una mateixa síl·laba. A la majoria de llengües per tenir diftong una de les dues vocals ha de ser feble o tancada (I,U, o anàlogues).
Els diftongs es poden classificar segons les vocals que els formen, de tal manera que hi ha diftongs creixents (quan passa de vocal feble a forta) o decreixents; tancats (el segon element té un punt d'articulació més tancat que el primer) o oberts; i curts o llargs, quan en aquella llengua existeix quantitat vocàlica.
Les vocals que formen un diftong duren menys que quan apareixen separadament i es produeix un fenomen d'assimilació pel qual s'altera el seu timbre o sonoritat original.

## El diftong en català
En català hi ha dues categories de diftongs: 
- Creixents: La i i la u són un començament de mot o es troben entre dues vocals. En aquest cas funcionen com a consonant. Per exemple: iogurt, ien, Laia, seuen. En els grups qua, qüe, qüi, quo, gua, güe, güi, guo. Per exemple quatre, lingüista.
- Decreixents: Si la i o la u es troben al final dels grups ai, ei, ii, oi, ui, au, eu, iu, ou, uu. Per exemple: aire, eina boira.

| [aj] | aigua   | [aw] | taula   |
| [əj] | mainada | [əw] | caurem  |
| [ɛj] | remei   | [ɛw] | peu     |
| [ej] | rei     | [ew] | teu     |
| [ij] | canvii  | [iw] | niu     |
| [ɔj] | noi     | [ɔw] | nou     |
| [oj] | coi     | [ow] | pou     |
| [uj] | avui    | [uw] | duu     |
| [ja] | ia      | [wa] | quatre  |
| [jɛ] | veiem   | [wɛ] | qüec    |
| [je] | hiena   | [we] | següent |
| [jə] | feia    | [wə] | gual    |
|      |         | [wi] | pingüí  |
| [jɔ] | iode    | [wɔ] | quota   |
| [ju] | iogurt  |      |         |

Per assenyalar un hiat en català s'usa un accent quan les normes generals d'accentuació gràfica de les agudes, planes i esdrúixoles ho permeten, i una dièresi quan no és així (exemple: pa-ís; pa-ï-sos). En alguns parlars del camp de Tarragona (Valls, Montblanc, etc.) la combinació de lletres in genera la mateixa pronúncia que el digraf ny, per tant, en desaparèixer una vocal també desapareix el diftong que formava la i. Exemple: cui·na és pronunciada com cu·nya i fei·na com fe·nya.

## La W en els diftongs
Alguns mots importats al català incorporen la w. De vegades aquests mots conserven la pronúncia original i, per tant, la w fa un so semivocàlic i en trobar-se en contacte amb una altra vocal crea un diftong. Exemple: new·ton o max·well.